# 瓦德加森
瓦德加森（德語：Wadgassen）是德国萨尔兰州的一个市镇。总面积25.93平方公里，总人口18153人，其中男性8833人，女性9320人（2011年12月31日），人口密度700人/平方公里。